# Phytoecia suvorovi
Phytoecia suvorovi  (лат.) — вид жуков из семейства усачей (ламиины).
Азербайджан, Армения, Турция. Длина 8—12 мм. Жизненный цикл длится один год; имаго появляются в мае — июле. Кормовыми растениями являются Salvia sp.. Вид был описан в 1906 году французским энтомологом Морисом Пиком (Maurice Pic). 